# HD 124147
HD 124147，又名CP-53 5912，SAO 241543、HR 5308，是一颗恒星，视星等为5.56，位于銀經314.98，銀緯7.28，其B1900.0坐标为赤經14h 6m 32.4s，赤緯-53° 7.28′ 44″。